# Victor e Valentino
Victor e Valentino (Victor and Valentino) è una serie televisiva animata statunitense del 2019, creata da Diego Molano.
La serie ebbe origine da una tesi universitaria di Molano che, all'epoca, era conosciuta come High Noon in Mexico, prima che venisse concepito Victor e Valentino. Essendo una serie a tema folclore latinoamericano, l'episodio pilota è stato presentato in anteprima il 29 ottobre 2016 (due giorni prima del loro Giorno dei morti locale). Da allora è stato dato il via libera ad una serie televisiva completa, che è stata presentata in anteprima il 30 marzo 2019 sia negli Stati Uniti che in America Latina.
Il 15 luglio 2019, è stato annunciato che la serie è stata rinnovata per una seconda stagione, mentre a febbraio 2021 per una terza.

## Trama
Nella piccola e tranquilla cittadina di Monte Macabre, due fratellastri girano la città in cerca di avventure e trovano eventi strani e soprannaturali con l'aiuto della loro nonna soprannaturale.

## Doppiaggio
| Personaggio              | Doppiatore originale  | Doppiatore italiano |
| ------------------------ | --------------------- | ------------------- |
| Victor "Vic" Rivera      | Diego Molano          | Riccardo Suarez     |
| Valentino "Val" Calavera | Sean-Ryan Petersen    | Federico Bebi       |
| Nonna Chata              | Laura Patalano        | Antonella Giannini  |
| Charlene                 | Cristina Milizia      | Roisin Nicosia      |
| Julio "Don" Jalapeño     | Jason Hightower       | Eugenio Marinelli   |
| Guillermo                | Tom Kenny             | Davide Garbolino    |
| Rosa "Rosita"            | Arianna Villavicencio | Francesca Teresi    |
| Andres                   | Xolo Maridueña        | Gabriele Castagna   |

## Episodi
| Stagione         | Episodi | Prima TV USA | Prima TV Italia |
| ---------------- | ------- | ------------ | --------------- |
| Prima stagione   | 39      | 2019         | 2019-2020       |
| Seconda stagione | 39      | 2020-2021    | 2020-2021       |
| Terza stagione   | 41      | 2021-2022    | inedita         |

## Personaggi e doppiatori

### Personaggi principali
- Victor "Vic" Calavera, voce originale di Diego Molano, italiana di Riccardo Suarez[1].
Il fratellastro giovane di Valentino. Ha 10 anni, indossa un poncho blu sopra una canotta bianca e ha un notevole spazio tra gli incisivi. È esuberante, arrogante e fastidioso quando si tratta di prendere parte a un'avventura. Preferirebbe non fare niente invece di lavorare, ma se possibile, cerca di trovare una scappatoia. Ciò lo porta spesso a trovare un oggetto soprannaturale o a essere coinvolto in un'avventura paranormale. Dimostra di essere molto attivo e interessato solo a divertirsi mentre si avvale anche di determinate cose. Tra lui e Val, è quello che in genere impara la lezione. Nel profondo, ha paura di affrontare i propri difetti e di solito gli occorre essere persuaso da coloro che lo circondano. Inoltre, sviluppa costantemente malapropismi come riferirsi a se stesso come "Victor the Contagioso" quando in realtà intende "Coraggioso". Ciò spiega la sua scrittura, in quanto è pessimo in ortografia. È in grado di fischiare, ma solo quando Val gli fa il solletico. Nonostante i suoi difetti, Victor ha un legame molto forte con la sua famiglia. Mentre lui e Val discutono spesso delle loro differenze, si preoccupa per lui e accorre in suo aiuto. Vic ha desiderato un paio di volte di essere figlio unico, solo per rendersi conto che avrebbe preferito avere Val con lui perché è l'unico che lo capisce. Si prende anche molta cura di sua nonna Chata. A volte approfitta di lei, sebbene non significhi alcun vero danno per lei e la ama ancora moltissimo. Al di fuori della sua famiglia, è amico intimo di Miguelito, probabilmente a causa dei loro interessi simili. Oltre a lui, la relazione di Vic con gli altri bambini passa da reciproca a talvolta antagonista. Gli unici bambini che disprezza veramente sono Charlene e Papaya ed è apparentemente ignaro della cotta della prima verso di lui. L'unico altro adulto con cui interagisce è Don Jalapeño, di cui si prende gioco.
- Valentino "Val", voce originale di Sean-Ryan Petersen, italiana di Federico Bebi[1].
Il fratellastro maggiore di Victor, ha 14 anni, è leggermente più alto di quest'ultimo ed ha un aspetto un po' corpulento. Indossa un poncho rosso-arancione che copre tutta la metà superiore. È calmo, ben disciplinato, gentile e tende ad essere il più responsabile dei due. Mentre occasionalmente è la ragione di alcuni degli eventi soprannaturali, il più delle volte viene trascinato in strane avventure da Vic. Colleziona oggetti per hobby e ha l'abitudine di cercare e mantenere le cose pulite e organizzate, il che implica che potrebbe avere un disturbo ossessivo compulsivo. Dimostra di essere eccessivamente sicuro di sé e talvolta mostra un complesso di superiorità, solo per poi rendersi conto di aver torto. Val tende a essere il più emotivo dei fratelli e ha una forte attrazione per le ragazze. È anche più artistico di Vic e riconoscente delle cose più semplici della vita. Val si preoccupa per la sua famiglia, nonostante i problemi che potrebbe avere. Mentre Vic prende di mira la sua natura delicata, lui prende in giro il suo comportamento non coordinato. A volte vorrebbe essere figlio unico, ma alla fine si ritrova a salvare suo fratello minore dai pericoli che si presentano. Vuole bene anche a sua nonna Chata e fa tutto il possibile per placarla mentre cerca anche di astenersi dal deluderla in alcun modo. A differenza di Vic, Val va d'accordo con gli altri bambini a Monte Macabre. Frequenta principalmente Isabella (suo probabile interesse amoroso), Rosita, Cacao, Guillermo, Reynaldo e Reynalda, che condividono la maggior parte dei suoi interessi e prendono parte alle varie attività che organizza. Prende molto sul serio la sua rivalità con Charlene e Papaya. È implicito che lui possa avere una leggera cotta per Xochi Jalapeño. È molto più rispettoso con suo padre, Don, ma proprio come suo fratello, lo prende in giro solo per vederlo arrabbiarsi.
- Nonna Chata, voce originale di Laura Patalano, italiana di Antonella Giannini[1].
La nonna paterna dei due ragazzi, con cui rimangono a Monte Macabre per l'estate. Indossa un tradizionale abito bianco e ha grandi occhiali, nonostante sia cieca, e porta sempre con sé un bastone da passeggio. È una donna mite, saggia e tiene sotto controllo i ragazzi. Sembra essere consapevole delle cose che i fratelli fanno intorno a sé, grazie a quelli che lei definisce i suoi "sensi di nonna". Tuttavia, Chata dimostra di essere molto feroce e dura a volte, infatti, ogni volta che i suoi nipoti si comportano in modo inappropriato o quando vuol dar loro una lezione, apre gli occhi e mette in mostra i canini rabbiosamente. Dimostra di essere molto competitiva, aggressiva, e un po' presuntuosa, affermando di essere bella e anche di avere una Quinceañera ogni quindici anni solo per placarsi. Nonostante tutto, si dimostra come una nonna molto premurosa dedita al benessere dei nipoti amandoli allo stesso modo, anche se tende ad approvare le decisioni prese da Val nei confronti di Vic poiché conscia della sua indole più moderata. Chata interagisce principalmente con Don Jalapeño, che lei chiama affettuosamente Julio. Di solito finisce per "frequentarlo" ogni volta che escono. Mentre è chiaro che Don ha una cotta per lei, non è noto se l'affetto sia ricambiato o se lei sia solamente educata nei suoi confronti. Chata disprezza Maria Teresa, che considera la sua rivale e fa tutto il possibile per superarla. Sembra andare d'accordo con molti dei residenti e non mostra quasi alcun pregiudizio. In un episodio convincerà Vic e Val a partecipare alla festa di Guillermo nonostante il suo strano comportamento. Nel complesso, tende ad aspettarsi il meglio da tutti, tranne da Maria Teresa.

### Personaggi di supporto
- Charlene, voce originale di Cristina Milizia, italiana di Roisin Nicosia[1].
Una strana bambina che vive a Monte Macabre. Indossa un abito nero che la fa sembrare una bambola gotica, ha un ampio spazio tra gli incisivi e occhi insolitamente grandi che le si estendono oltre il viso. Ha un atteggiamento misterioso, ma allo stesso tempo allegro. È accompagnata da suo fratello Papaya ed entrambi sono considerati rivali di Victor e Valentino. Beffeggia apertamente i due fratelli, ma si unisce a loro in alcune occasioni. Ha anche una cotta aperta per Vic poiché prende parte alle attività in cui è coinvolto, e arrossisce ogni qualvolta lui la definisce inquietante, considerando come un complimento.  Nell'episodio crossover con Villainous, Charlene pensa che Demencia sia innamorata di Vic, ingelosendosi. Sebbene sia apertamente consapevole dell'incuranza di Vic per lei, ciò non le impedisce di provare a stare con lui. Ha forti legami con il soprannaturale, che lei piace sfruttare sui due fratelli, e una passione per l'incontro con entità soprannaturali; in uno di quei casi chiede a La Llorona di adottarla. Non si sa quali siano i suoi obiettivi personali in relazione a suo nonno Tez. Sebbene sia indiscutibilmente conforme alle sue richieste, a un livello quasi inquietante, è comunque disposta a entrare in sintonia con Vic e Val.
- Papaya (in originale: Pineapple), voce originale di Diego Molano, italiana di Gabriele Lopez.
Un grosso ragazzo monosillabico e fratello di Charlene. È più grande rispetto agli altri ragazzini di Monte Macabre e ha i capelli conciati in una cresta. Tende ad agire più come una guardia del corpo o servitore per Charlene ed emette solo gemiti e altri suoni quando necessario. Inoltre, prende lezioni di danza ed è un esperto di wrestling a causa della sua mole immensa. Gestisce anche un café dei gatti.
- Maria Teresa, voce originale di Frankie Quiñones, italiana di Francesca Draghetti.
 La nonna di Charlene e Papaya. Proprio come i suoi nipoti si oppongono a Victor e Valentino, lei si oppone a Chata ed è implicito che le due abbiano avuto da tempo una lunga e accesa rivalità. Cerca di mantenere al meglio il suo aspetto e ha i capelli neri lunghi fino alle spalle, porta grandi occhiali sgargianti e un vestito rosa attillato che si abbina al suo aspetto magro e spigoloso. È molto acida e le piace usare le sue reliquie magiche per i suoi usi egoistici. A volte tratta i suoi nipoti come suoi domestici, ma altre volte viene si prende davvero cura di loro e viceversa.
- Julio "Don" Jalapeño, voce originale di Jason Hightower, italiana di Eugenio Marinelli[1].
Il titolare del minimarket di Monte Macabre. È un uomo corpulento con grandi baffi, indossa un gilet rosso e un piccolo sombrero. È sempre teso per qualcosa, soprattutto quando si tratta di Victor e Valentino che sono sempre al centro di strani avvenimenti in città. Tiene un album pieno di informazioni sulla cultura mesoamericana e sui criptidi che permette ai ragazzi di usare. Tiene anche ampi archivi di tutti gli abitanti della città, i quali tende a non condividere con nessuno. Ha una grande cotta per Chata, e diventa nervoso e sudato cin sua presenza. Quando è stressato mangia mentre parla.
- Xochi Jalapeño, voce originale di Cristina Vee, italiana di Emanuela Ionica.
La figlia adolescente di Don. Si occupa delle piante mistiche nel retro del negozio di suo padre. Nonostante abbia un rapporto un po' intenso con Victor e Valentino, li rispetta perché le piace vederli far arrabbiare suo padre. In qualche modo si comporta come una sorella maggiore verso di loro e talvolta offre loro consigli. Prende lezioni di salsa ed è fisicamente in forma poiché è in grado di eseguire complicate manovre acrobatiche. Si esibisce anche in una band, e ha una relazione molto stretta con la sua amica Amabel, per la quale è implicito che abbia una cotta.
- Sal. voce originale di Jorge R. Gutiérrez, italiana di Edoardo Nevola. Un vecchio hippy amico di Vic e Val, possiede un flauto magico che lo porta ovunque. Vive in un mulino a vento ed è implicito che sia uno spirito del vento poiché la sua ombra riflette la forma di un serpente alato. Per questo motivo, tende ad agire con nonchalance quando vi sono eventi soprannaturali. È molto distaccato e sembra ignorare le varie norme sociali. Apparentemente vive varie avventure quando non è con Vic e Val e ha avuto una relazione interspecie con una formica regina una volta.
- Isabella. voce originale di Cristina Milizia, italiana. Ilaria Giorgino. Una ragazza gentile e rilassata che sostiene Val e di tanto in tanto esce con lui e Vic. Ha 13 anni ed è una veloce risolutrice di enigmi con abilità di deduzione che succedono a Val e sembra persino avere una cotta per lui. Nell’episodio "Il primo campeggio", lei, e molti degli amici di Vic e Val, vengono posseduti dagli Tzitzimime.  Quando questi vengono sconfitti, una delle creature non lascia il corpo della ragazza, il che implica che resta nascosta dentro di lei.
- Tez. voce originale di Christian Lanz, italiana di Pierluigi Astore. Un mago onnipotente e marito di Maria Teresa. Esegue trucchi da salotto per nascondere il fatto che usa una magia incredibilmente potente e ha piani sinistri per Monte Macabre. Ha uno specchio come piede protesico: originariamente afferma che il suo piede è stato morso da un coccodrillo di nome Guapo, ma poi suggerisce che in realtà era un "serpente alato". È nemico di Vic e Val a causa del loro costante superamento in astuzia. Nell'episodio "A cena da Tez" viene rivelato che i suoi poteri in realtà provengono dagli Tzitzimime che lo stanno potenzialmente usando.

### Personaggi ricorrenti

#### Cittadini di Monte Macabre
- Huitzi. Il colibrì domestico di Chata.
- Cammy.
- Guillermo, voce originale di Tom Kenny, italiana di Davide Garbolino[1]. Un ragazzo basso, pallido, dai capelli bianchi che parla a bassa voce roca. Nonostante il suo aspetto inquietante e insolito, è amichevole. È fisicamente basato su H. R. Giger.
- Alma Creator. La madre di Guillermo.
- Co-Creator. Il padre di Guillermo.
- Cacao, voce originale di Debi Derryberry, italiana di Annalisa Usai. Un bambino amante del cioccolato e lo vende per soldi. Sembra solo capace di dire "Cacao!" Nell'episodio "Fuga da Bada al bebè", dice frasi complete (dal punto di vista di un bambino).
- Rosa "Rosita", voce originale di Arianna Villavicencio, italiana di Francesca Teresi[1]. Una ragazzina studiosa che vede tutto come un'opportunità per imparare, ma si distrae facilmente.
- Miguelito, voce originale di Spencer Rothbell, italiana di Federico Campaiola. Un adolescente amico di Victor e che gioca a calcetto con lui.
- Lupe. Una ragazza corpulenta e dal pessimo carattere, gestrice di una pasticceria.
- Gustavo.
- Reynaldo, voce originale di Diego Molano, italiana di Lorenzo Crisci. Un ragazzo paffuto con un apparecchio d'argento ai denti, molto affettuoso con sua sorella Reynalda.
- Reynalda, voce originale di Cristina Milizia, italiana di Anna Laviola. Una ragazza paffuta con un apparecchio rosso, verde e blu ai denti, molto affettuosa con suo fratello Reynaldo.
- Reyna.
- Rey.
- Fernando. Un giovane adolescente nervoso che vuole apparire fico e non si rende conto che gli altri lo prendono in giro.
- Andres, voce originale di Xolo Maridueña, italiana di Gabriele Castagna[1]. Un teenager amante dello skateboard che Vic e Val idolatrano.
- Baker.
- Amabel.
- Tula.
- Madre di Tula.
- Josephino.
- Uomo Cupcake.
- Vecchio Teo.
- Ondina.
- Carla Maria Jimenez.

### Altri personaggi
- Guadelupe.
- Javier.
- Itzel, voce originale di Carolina Ravassa, italiana di Cristina Garosi.
- Juan Lindo, voce originale di Rafael Sigler, italiana di Francesco Fabbri.
- Waldo Pescado.

#### Esseri sovrannaturali
- Mic e Hun.
- Achi, voce originale di Christian Lanz, italiana di Paolo Vivio.
- Huehue, voce originale di Christian Lanz, italiana di Daniele Raffaeli.
- Botero.
- Miguel.
- Rick e Richard.
- El Pintor.
- Chupacabra "Chupa".
- Lechuza, voce originale di Vanessa Marshall, italiana di Antonella Baldini.
- Chip.
- El Toro.
- Matty.
- Nagual.
- Alfonso e Moreno.
- Paco.
- Larry Ladron.
- Delores Del Rey.
- Lana.
- Tzitzimime.
- La Llorona, voce originale di Vanessa Marshall, italiana di Antonella Baldini.
- Xipe.
- Cristina.
- Bebè Pepito.

## Distribuzione

### Trasmissione internazionale
- 30 marzo 2019 negli Stati Uniti d'America su Cartoon Network e in America Latina su Cartoon Network;
- 26 agosto 2019 nel Regno Unito su Cartoon Network;
- 2 settembre 2019 in Giappone su Cartoon Network;
- 16 settembre 2019 in Portogallo su Cartoon Network;
- 23 settembre 2019 in Italia su Cartoon Network;
- 28 ottobre 2019 in Polonia su Cartoon Network;
- 1º novembre 2019 in India su Cartoon Network.